# Popławy (przystanek kolejowy)
Popławy (ukr. Поплави) – przystanek kolejowy w pobliżu miejscowości Popławy, w rejonie tarnopolskim, w obwodzie tarnopolskim, na Ukrainie.